# Турбин, Анатолий Ефимович
Анатолий Ефимович Турбин (1 мая 1933, станция Магдагачи, Амурская область — 14 сентября 2010, Лиски, Воронежская область) — пилот 1 класса, командир самолёта Ан-12 Магаданского управления Гражданской авиации Министерства гражданской авиации СССР. Герой Социалистического Труда (1973).

## Биография
Родился 1 мая 1933 года в рабочей семье на станции Магдагачи, Амурская область. В 1954 году окончил Краснокутское лётное училище, после чего до 1993 года работал пилотом в Магаданском управлении гражданской авиации. Начал трудовую деятельность на Ли-2 в Магаданском лётном отряде, потом был назначен командиром на Ан-12.
Первым привёл Ан-12 на аэродромы Колымы и Чукотки. Налетал в условиях Крайнего Севера более 18 тысяч часов. В 1973 году удостоен звания Героя Социалистического Труда «за выдающиеся достижения при выполнении плановых заданий по авиаперевозкам, применению авиации в народном хозяйстве страны и освоению новой авиатехники».
В 1993 году вышел на пенсию. С 1994 года проживает в городе Лиски, Воронежская область.

## Награды
- Герой Социалистического Труда — указом Президиума Верховного Совета СССР от 9 февраля 1973 года
- Орден Ленина